# Chiesa di Santo Stefano (Luogosanto)
La chiesa di Santo Stefano è una chiesa campestre situata in territorio di Luogosanto, centro abitato della Sardegna nord-orientale. Consacrata al culto cattolico fa parte della parrocchia di Nostra Signora di Luogosanto, diocesi di Tempio-Ampurias.
La chiesetta apparteneva alle pertinenze del palazzo medievale di Baldu. Senza dubbio sottoposta ad importanti interventi di restauro, allo stato attuale risulta composta da un'aula a pianta rettangolare con tetto a doppio spiovente, formato da travi e travetti in legno ricoperti da canne, queste ultime protette da tegole. L'edicola sopra il piccolo altare contiene la statua in marmo del santo con l'epigrafe "S. STEFANVS PHROTVS MARTIR".